# 張羅輔
張羅輔（1612年—1644年），號中堂，北直隸保定府清苑縣人，明朝軍事人物。

## 生平
張羅輔是萬曆二十六年武進士張純臣第六子，崇禎年間進士張羅俊、張羅彥之弟，為諸生時已好武勇，有力善射，用弓能短時間發百餘箭，不疾而能命中，他繼承父兄教誨，志在殲賊報國，因世道混亂而改為習武，崇禎十六年（1643年）成武進士，尚未授官就在十七年（1644年）二月遇上流賊作亂，他跟隨張羅俊、張羅彥守城，帶領鄉兵射殺敵軍，輔助兄長晝夜力戰。北京失陷，他到張羅俊處打算保護其離開北京重圍，對方不願，闖軍已經來到，他引弓射賊令敵軍不敢靠近，不久弓箭用盡，他就持刀下馬砍殺，向北數十步擊殺多人眾，很快他被包圍，獨力奮戰不支而死，年三十三歲，屍體被賊人毀爛。
張羅輔妻子白氏在娘家，得知北京變局即時打算殉死，別人勸阻她，她回答曰：「我和你們不同，我丈夫是好男子，在城頭必死，妻子怎可比不上呢？」因此託辭打水推八歲女兒到井中溺死，之後自己也投井而死，留下幼子幼女各一，失去母親後亦死去。

## 引用
1. 1 2  同治《清苑縣志·卷七·忠烈》：（張羅俊）六弟武進士張羅輔者，先考都督府君第六子也，號中堂，自少為諸生時好武勇，有力善射，挽強弓驟發百餘矢，不疾而能命中，一郡無及之者，承父兄之訓，志在殲賊報國。因世亂，遂改而業武，登崇正癸未武科進士，尚未授職，甲申年春二月值流賊之亂，從伯兄、仲兄倡義守保，率鄉兵乘城射賊，晝夜力戰，而視賊勢重處左右救，常為兩兄輔翼。三月二十四日，閣部內應難作，城既陷，羅輔急赴伯兄處欲保伯兄，同潰圍出更舉，而伯兄不從，賊遂至；羅輔引弓射賊，輒應弦倒，莫之敢近，有頃所挾矢盡，乃遂持刀從馬道馳下撲砍賊，賊無不辟易者，追北數十步所擊殺者甚眾。賊益眾圍之，羅輔一人獨奮力戰不屈創多，遂以死，年三十三，其尸竟為亂賊所殘毀云。
2. ↑  《崇禎十六年癸未科武進士登科錄》：張羅輔 貫直隸保定府清苑縣人。曾祖，祖，父，母　氏，下，娶　氏。鄉試第　名，會試第一百五名。
3. ↑  光緒《保定府志·卷六十六·列傳二十》：張羅輔妻白氏，在母家聞變即欲殉，咸勸阻之，白氏曰：「我不同汝輩，吾夫好男子，在城頭必死矣，乃留妻子不若人耶？」遂託言汲水，竟推八歲女於井，已隨投之而死，遺幼子幼女各一，以失母亦死。